# Iwan Kotljarewskyj

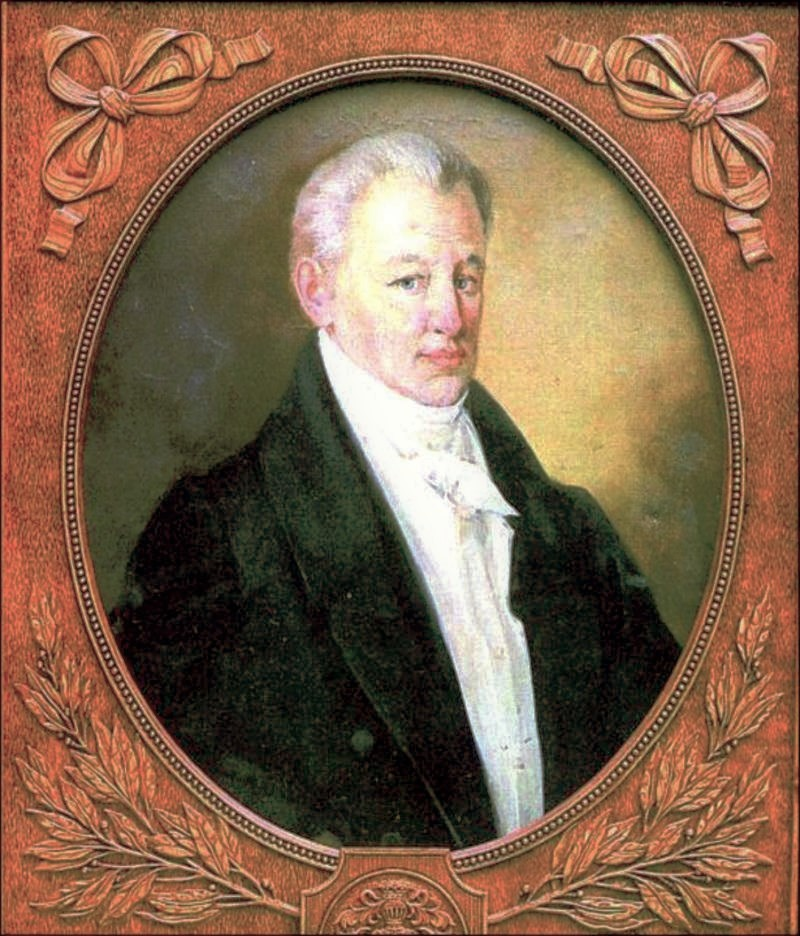
Iwan Kotljarewskyj

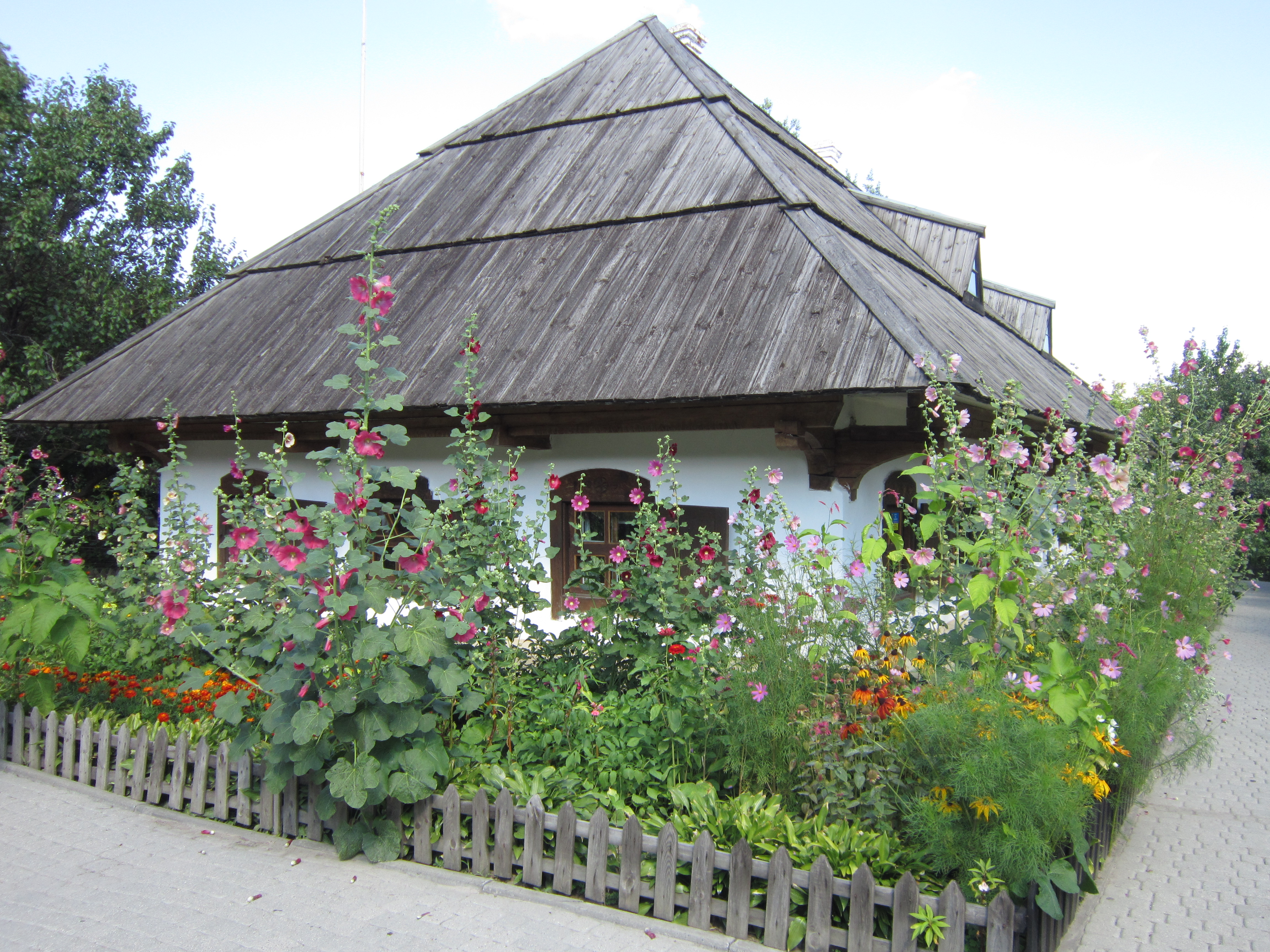
Das Gedenkhaus von Iwan Kotljarewskyj in Poltawa

Iwan Petrowytsch Kotljarewskyj (* 29. Augustjul. / 9. September 1769greg. in Poltawa; † 29. Oktoberjul. / 10. November 1838greg. in Poltawa) war einer der bedeutendsten ukrainischen Dichter und Schriftsteller des 19. Jahrhunderts. Der Sozialaktivist hat als erster die lebendige Volkssprache in die ukrainische Literatur eingeführt und gilt als Pionier der ukrainischen literarischen Schriftsprache. Zu einer Zeit, als es die Leibeigenschaft noch gab, übertrug er Klassiker wie Vergils Aeneis (»Енеїда«, 1798) auf burleske Art in die Volkssprache, indem er griechische Götter als Kosaken auftreten ließ. In Charkow erschien 1842 zum ersten Mal ein Gesamtwerk seiner Arbeiten. Kotljarewskyjs erste Fassung der Aeneis (Sankt Petersburg, 1798) wurde von Zar Nikolaus I. geschätzt, der dieses Werk als einen „klugen Streich“ (umnaja schalost) charakterisierte.
Kotljarewskyj nahm am Russisch-Türkischen Krieg von 1806–1812 teil.

## Herkunft
Iwan Petrowytsch Kotljarewskyj stammte aus einer adligen Kosaken-Familie (die kosakische Starschyna). Sein Vater diente als Kanzleichef im Ministerium von Poltawa.

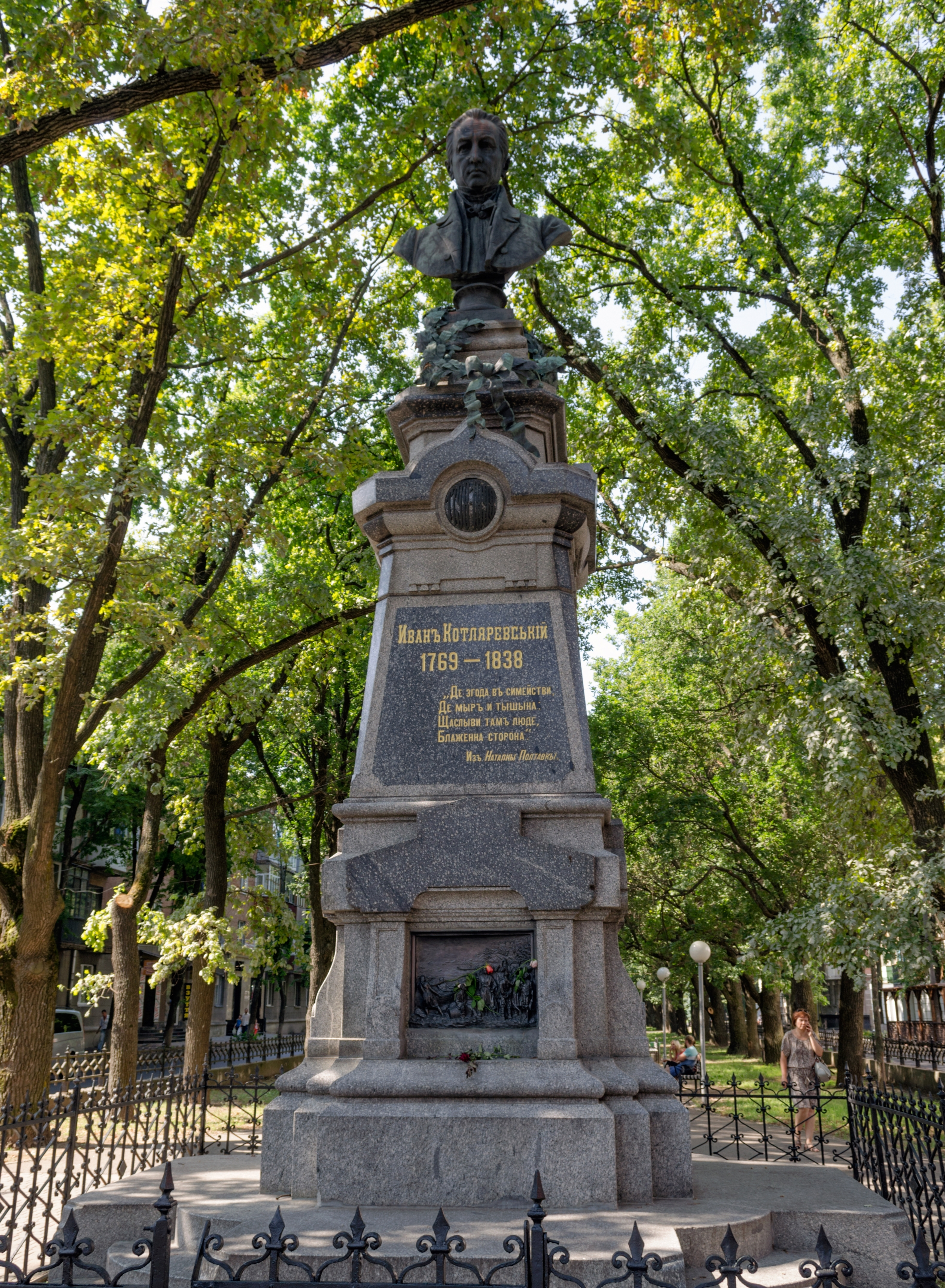
Kotljarewskyj-Denkmal (L. W. Posen, 1903), Poltawa

## Werke

### Dichtung
- Pisnja na Nowyj 1805 god panu naschomu i batku knjasju Oleksiju Borysowytschu Kurakinu (Lied auf den neuen 1805 für unser Wirt und Vater, Prinz Alexej Borisovitsch Kurakin) (Пісня на Новий 1805 год пану нашому і батьку князю Олексію Борисовичу Куракіну)

### Dramen
- Enejida (Енеїда, 1798, 1808)
- Natalka Poltawka (Наталка Полтавка)
- Moskal-Tschariwnyk (Soldaten-Zauberer) (Москаль-чарівник)

### Überführung
- Oda Sappho (Ода Сафо) (Russische Übersetzung)
- Reflexionen über das Lukas-Evangelium, von Französischen Abt Duquesne übersetzt (Размышления на евангелие от Луки, переведенные с французского сочинения аббата Дюкеня)(Russisch-Übersetzung)

### Kantanen
- Malorossijskij gubernskij obschtschij hor (Chor der Kleinrussischen Provinz) (Малороссийский губернский общий хор) (russisch)

### Erinnerungen
- Aufnahme der ersten Handlungen der russischen Truppen im türkischen Krieg von 1806 (Записки о первых действиях русских войск в турецкую войну 1806 года) (russisch)